# Cymopolus
Cymopolus is een geslacht van kreeftachtigen uit de klasse van de Malacostraca (hogere kreeftachtigen).

## Soort
- Cymopolus asper A. Milne-Edwards, 1880